# BanG Dream!
BanG Dream! est un projet multimédia créé en 2015 par Bushiroad. Le projet est composé initialement de cinq groupes qui sont Poppin'Party, Afterglow, Pastel*Palettes, Roselia et Hello, Happy World! ; auxquels se sont ajoutés RAISE A SUILEN, Morfonica, MyGO!!!!! et Ave Mujica. En plus des publications de CD de musiques, de nombreuses adaptations voyaient le jour, que ce soit en mangas, en anime ou en jeu vidéo.

## Synopsis
La série se concentre autour de Kasumi Toyama, une lycéenne à la personnalité enjouée. Au départ, elle est ravie d'avoir été admise dans une prestigieuse école secondaire. Mais en réalité, elle est à la recherche du « Star Beat », un son étincelant et excitant qu'elle a entendu en regardant le ciel nocturne pendant son enfance. Depuis lors, elle cherche constamment quelque chose qui la remue. Un jour, en rentrant de l'école, elle tombe sur un prêteur sur gages appartenant à l'un de ses camarades de classe. Dans la zone de stockage, elle trouve une étrange guitare en forme d'étoile avec des autocollants scintillants. Sans le savoir, elle décide immédiatement de former un groupe après avoir assisté à la performance d'un groupe « Glitter☆Green » dans une salle de concert. Elle recrute alors quatre de ses camarades de classe : Saya Yamabuki, Tae Hanazono, Rimi Ushigome et Arisa Ichigaya. Malgré leurs craintes initiales, ils acceptent à contrecœur de former un groupe appelé « Poppin'Party ». En surmontant de nombreux obstacles et en résolvant certains de leurs problèmes personnels, Kasumi finit par trouver l'excitation qu'elle cherchait.

## Personnages

### Groupes

#### Poppin'Party
Abrégé en PoPiPa, c'est le groupe principal de la franchise, formé par Kasumi Toyama. Tous les membres sont en première année au lycée Hanasakigawa (en deuxième année à partir de la seconde saison), et toutes à l'exception de Kasumi avaient déjà une expérience dans la musique avant de rejoindre le groupe. Dans la réalité, le groupe Poppin'Party a été formé avec les seiyū. Toutes jouent de leur instrument lors de leur prestations scéniques.
Kasumi Toyama (戸山 香澄, Toyama Kasumi)
Voix japonaise : Aimi (ja)
Chanteuse principale et guitariste. Enthousiaste et toujours de bonne humeur, Kasumi est une fille active et positive qui trouve toujours de quoi être excitée ou passionnée. Elle se fait facilement des amis et s'entend avec tout le monde, quelle que soit sa personnalité. Elle joue sur une guitare « ESP Random Star ».
Tae Hanazono (花園 たえ, Hanazono Tae)
Voix japonaise : Sae Ōtsuka (ja)
Guitariste principale. Tae est une personne détendue qui vit à son rythme. Elle adore les lapins et en possède quelques uns comme animaux de compagnie. Cependant, elle peut être tête en l'air et a tendance à faire ou à dire des choses étranges. Elle joue sur une guitare « ESP Snapper Blue ».
Rimi Ushigome (牛込 りみ, Ushigome Rimi)
Voix japonaise : Rimi Nishimoto (ja)
Bassiste. Rimi est une fille timide et réservée qui admire sa sœur aînée. Elle joue sur une basse « ESP Viper Bass Pink ».
Saaya Yamabuki (山吹 沙綾, Yamabuki Sāya)
Voix japonaise : Ayaka Ōhashi
Batteuse. Une personne gentille, empathique et travailleuse qui se soucie profondément de ses amis et de sa famille. La famille de Saaya possède une boulangerie. Elle a quitté son précédent groupe pour aider sa mère malade.
Arisa Ichigaya (市ヶ谷 有咲, Ichigaya Arisa)
Voix japonaise : Ayasa Itō (ja)
Claviériste. Arisa est une fille introvertie dont les passe-temps incluent l'entretien des bonsaïs et la navigation sur Internet. Même si elle est souvent absente, elle parvient toujours à obtenir d'excellents résultats à l'école. Elle a tendance à être de mauvaise humeur et se dispute souvent avec les autres (en particulier Kasumi), mais c'est surtout qu'elle est incapable d'être honnête avec elle-même. Les grands-parents d'Arisa dirigent un prêteur sur gages appelé « Ryūseidō » dont le sous-sol est utilisé comme salle de répétition par le groupe.

#### Afterglow
Groupe constitué d'amies d'enfance. Il s'est formé lorsqu'elles étaient au collège pour se retrouver ensemble, car elles étaient dans des classes différentes. Elles sont toutes en première année au lycée Haneoka (en deuxième année à partir de la seconde saison). Dans la réalité, seule la seiyū de Ran, Ayane Sakura, interprète les chansons du groupe, accompagné par les musiciennes du groupe THE THIRD.
Ran Mitake (美竹 蘭, Mitake Ran)
Voix japonaise : Ayane Sakura
Chanteuse principale et guitariste. Bien que Ran ne semble avoir aucun centre d'intérêt, elle est volontaire et déteste perdre. C'est le genre de personne à chérir profondément ses amis et sa famille. Malgré cela, elle a fondé Afterglow pour tenter de se rebeller contre son père, qui veut qu'elle hérite de l'école d’arrangement floral familiale. Elle considère Yukina comme sa principale rivale. Elle joue sur une guitare « Gibson Les Paul Custom Chambered Blackout - Stallion Red ».
Moca Aoba (青葉 モカ, Aoba Moca)
Voix japonaise : Sachika Misawa (ja)
Guitariste principale. Moca est ludique et taquine souvent les autres. Étant assez confiante et sûre d'elle, elle se met souvent en valeur. Elle travaille à temps partiel dans un Konbini avec Lisa. Elle joue sur une guitare « Schecter BH-1-STD-24-M Deep Blue (DBL) ».
Himari Uehara (上原 ひまり, Uehara Himari)
Voix japonaise : Emiri Katō (ja)
Bassiste. Himari est une personne gaie. C'est la leader du groupe. Elle joue sur une basse « FENDER Model American Vintage '74 Jazz Black ».
Tomoe Udagawa (宇田川 巴, Udagawa Tomoe)
Voix japonaise : Yōko Hikasa
Batteuse. Tomoe est une personne calme et mature, qui ne dit jamais rien de mal à l'égard des autres. C'est la sœur aînée d'Ako, quelle ne comprend pas toujours, mais qu'elle soutient sincèrement.
Tsugumi Hazawa (羽沢 つぐみ, Hazawa Tsugumi)
Voix japonaise : Hisako Kanemoto
Claviériste. Tsugumi se considère comme la fille la plus normale du groupe. Cependant, c'est une personne très travailleuse qui se décourage rarement. Sa famille possède un salon de thé.

#### Pastel*Palettes
Abregé en PasuPare, ce groupe a été créé par une agence artistique. Les membres sont des idol qui ont d'autres activités comme actrice ou mannequin. À l'origine, les membres ne devaient pas jouer de leur instrument, mais à la suite d'un incident lors de leur premier concert, elles ont appris pour éviter la dissolution. Dans la réalité, seule la seiyū de Aya, Ami Maeshima, interprète les chansons du groupe, accompagné par les musiciennes du groupe THE THIRD.
Aya Maruyama (丸山 彩, Maruyama Aya)
Voix japonaise : Ami Maeshima (ja)
Une 2e année au lycée Hanasakigawa et la chanteuse principale du groupe. En apparence, Aya est très gaie, pleine d'entrain et pétillante. Elle est également très gentille et a toujours été amoureuse des idoles. Cependant, c'est une fille sensible qui souffre d'un complexe lié à son désir d'être remarquée. Elle s'énerve facilement et a tendance à beaucoup pleurer, et ses compétences d'improvisation sont médiocres. Aya travaille dur pour devenir une idole. Elle travaille également à temps partiel dans la restauration rapide avec Kanon.
Hina Hikawa (氷川 日菜, Hikawa Hina)
Voix japonaise : Ari Ozawa (ja)
Une 2e année au lycée Haneoka et la guitariste du groupe. Elle a rejoint le groupe à la suite d'une audition. Un génie naturel avec une mémoire impeccable, Hina peut acquérir et maîtriser de nouvelles compétences très facilement, en conséquence, elle a tendance à s'ennuyer rapidement. Elle est très gaie et insouciante, mais manque d'empathie. Hina est très favorable à sa sœur jumelle Sayo et l'aime quelle que soit la façon dont elle la traite, mais elles se disputent souvent en raison de leurs personnalités conflictuelles. De plus, Hina veut faire des activités avec Sayo. Elle joue sur une guitare « Tom Anderson Drop Top T ».
Chisato Shirasagi (白鷺 千聖, Shirasagi Chisato)
Voix japonaise : Sumire Uesaka
Une 2e année au lycée Hanasakigawa et la bassiste du groupe. Chisato est habituellement très mature, poli et amical, cependant, elle peut apparaître comme froide ou condescendante. Elle est dans l'industrie du divertissement depuis longtemps en tant qu'actrice. Elle joue sur une basse « Duff McKagan Precision Bass ».
Maya Yamato (大和 麻弥, Yamato Maya)
Voix japonaise : Ikumi Nakagami
Une 2e année au lycée Haneoka et la batteuse du groupe. Avant de rejoindre le groupe, Maya était musicienne de studio. Avec une apparence de garçon manqué, elle n'est pas très sociale et ne prend pas soin de son apparence, mais c'est une vraie passionnée de musique. Au début, Maya n'était pas sûre si elle méritait d'être Idol, mais au fur et à mesure, elle se rend compte qu'elle aime ça.
Eve Wakamiya (若宮 イヴ, Wakamiya Eve)
Voix japonaise : Sawako Hata
Une 1re année au lycée Hanasakigawa et la claviériste du groupe. A moitié finlandaise, Eve est originaire de Finlande. Avant de rejoindre le groupe, elle était mannequin. Elle est enthousiaste et désireuse d'apprendre tout ce qu'elle peut sur le Japon. Parfois, son processus de pensée peut être étrange, et elle se fait des fausses idées sur le Japon. Elle travaille également à temps partiel au café de la famille Hazawa en tant que serveuse.

#### Roselia
Groupe formé par Yukina Minato. D'un style rock gothique, elles sont connues pour être perfectionnistes et faire des prestations de haut niveau. Dans la réalité, le groupe Roselia a été formé avec les seiyū et elles jouent toutes de leur instrument lors de leur prestations. C'est le second groupe de la franchise.
Yukina Minato (湊 友希那, Minato Yukina)
Voix japonaise : Aina Aiba (ja)
Une 2e année au lycée Haneoka et la chanteuse principale du groupe. Elle a une attitude impitoyable pour atteindre ses objectifs, elle n'attend rien de moins que la perfection et prend la pratique très au sérieux. Yukina a également du mal à montrer correctement ses émotions et semble stoïque la plupart du temps. Cependant, avec les gens qui lui sont proches, elle n'est pas aussi froide. Son père était un chanteur professionnel, c'est la raison pour laquelle elle a commencé à chanter. Elle est amie d'enfance avec Lisa et considère Ran comme une rivale.
Sayo Hikawa (氷川 紗夜, Hikawa Sayo)
Voix japonaise : Haruka Kudō
Une 2e année au lycée Hanasakigawa et la guitariste du groupe. Fille sérieuse et pointilleuse, Sayo est de nature un peu froide, même envers ses proches. Elle a tendance à nier obstinément qu'elle aime ou pas certaines choses. Comme Yukina, elle a tendance à faire des remarques sarcastiques, bien que souvent ces remarques ne reflètent pas ce qu'elle ressent. Sayo est l'aînée des jumelles, mais elle considérait cela comme un fardeau. Depuis leur plus jeune âge, Hina a toujours battu Sayo en tout, en conséquence, Sayo a formé un complexe d'infériorité envers sa sœur Hina. L'une des principales raisons pour lesquelles Sayo a commencé à jouer de la guitare était que « c'était quelque chose que Hina ne faisait pas ». Cependant, elle a fait de son mieux pour améliorer leur relation et commencer à mieux comprendre Hina, et elle se montre plus gentille envers elle, ainsi qu'avec les autres personnes. Elle joue sur une guitare « ESP M-II Roselia Sayo » (modèle exclusif).
Lisa Imai (今井 リサ, Imai Risa)
Voix japonaise : Yurika Endō (ja) (2017 - mai 2018) ; Yuki Nakashima (ja) (depuis mai 2018)
Une 2e année au lycée Haneoka et la bassiste du groupe. Lisa est une fille sympathique et vivante qui semble mature et calme. Malgré son apparence gyaru fashion, elle agit comme médiatrice dans des situations tendues et prend bien soin de tout le monde. Elle est également amie avec Moca, qui est sa collègue à son travail à temps partiel. Elle joue sur une basse « ESP BTL Roselia Lisa » (modèle exclusif).
Ako Udagawa (宇田川 あこ, Udagawa Ako)
Voix japonaise : Megu Sakuragawa (ja)
Une 3e année au collège Haneoka et la batteuse du groupe. Ako a des tendances chūnibyō. Rinko soupçonne que c'est le résultat de ses fréquents jeux en ligne. Elle aime jouer le rôle tout en gardant une mentalité réaliste. Elle est très gaie et bruyante. Elle admire beaucoup sa sœur Tomoe.
Rinko Shirokane (白金 燐子, Shirokane Rinko)
Voix japonaise : Satomi Akesaka (ja) (jusqu'au 17 septembre 2018), ; Kanon Shizaki (depuis novembre 2018)
Une 2e année au lycée Hanasakigawa et la claviériste du groupe. Socialement maladroite, Rinko est une fille timide et asociale qui était au départ trop effrayée pour parler devant les autres, sans parler de se produire devant eux. Elle a tendance à bégayer en parlant et se tait généralement jusqu'à ce qu'elle se sente à l'aise. Par contre, lorsqu'elle est engagée ou passionnée par quelque chose, elle le fait avec conviction, comme le piano ou les jeux en ligne. Elle est également la créatrice des costumes du groupe qu'elle coud elle-même.

#### Hello, Happy World!
Abrégé en HaroHapi, ce groupe a été créé par Kokoro Tsurumaki sur le concept de « faire sourire le monde ». Elles sont populaires auprès des plus jeunes. Dans la réalité, seule la seiyū de Kokoro, Miku Itō, interprète les chansons du groupe, accompagné par les musiciennes du groupe THE THIRD.
Kokoro Tsurumaki (弦巻 こころ, Tsurumaki Kokoro)
Voix japonaise : Miku Itō
Une 1re année au lycée Hanasakigawa et la chanteuse principale du groupe. Jeune fille idéaliste et charismatique issue d'une famille très riche, Kokoro rêve de faire sourire le monde entier par la musique. En raison de sa personnalité, elle est souvent capable d'obtenir ce qu'elle veut. Elle est également extrêmement curieuse et facilement émerveillée. Cependant, elle est également assez étourdie, par exemple, elle ne se rend pas compte que Michelle est Misaki, et ajoutant à son statut de fille riche, elle ignore certaines choses normales.
Kaoru Seta (瀬田 薫, Seta Kaoru)
Voix japonaise : Azusa Tadokoro (ja)
Une 2e année au lycée Haneoka et la guitariste du groupe. Actrice flamboyante, Kaoru a une personnalité extravagante. Elle est plutôt prétentieuse et pompeuse, ayant tendance à utiliser des mots à consonance impressionnante difficiles à comprendre. Elle se voit comme un prince et voit les autres filles comme des princesses tout en citant Shakespeare ou d'autres auteurs. Elle est très populaire parmi les autres filles. C'est aussi l'amie d'enfance de Chisato.
Hagumi Kitazawa (北沢 はぐみ, Kitazawa Hagumi)
Voix japonaise : Yuri Yoshida (ja)
Une 1re année au lycée Hanasakigawa et la bassiste du groupe. Vive et passionnée de sport, Hagumi est connue pour son tempérament ensoleillé et sa nature énergique.
Kanon Matsubara (松原 花音, Matsubara Kanon)
Voix japonaise : Moe Toyota (ja)
Une 2e année au lycée Hanasakigawa et la batteuse du groupe. Elle est maladroite, timide et facilement perturbée. Kanon pleure facilement si elle se sent dépassée. Elle a un mauvais sens de l'orientation. Elle travaille à temps partiel dans la restauration rapide avec Aya.
Misaki Okusawa / Michelle (奥沢 美咲 / ミッシェル, Okusawa Misaki / Misheru)
Voix japonaise : Tomoyo Kurosawa (ja)
Une 1re année au lycée Hanasakigawa. Elle est la DJ et la mascotte du groupe. Misaki est la plus normale; au départ, elle intègre le groupe « malgré elle », mais finalement, c'est elle qui s'occupe le plus de la bonne marche de celui-ci. Elle lutte constamment face aux personnalités exubérantes de Kokoro, Hagumi et Kaoru.

#### Raise A Suilen
Connu initialement sous le nom THE THIRD (car c'est le troisième groupe après Popipa et Roselia), le groupe a été créé pour accompagner les chanteuses de Afterglow, PasuPare et HaroHapi lors des concerts, car les autres membres ne savaient pas jouer de leur instrument. Il a donc existé dans la réalité avant d'être dans la seconde saison de l'animé et dans le jeu. Dans la fiction, la création du groupe est de l'initiative de CHU², qui a réuni des musiciennes talentueuses en vue de créer le meilleur groupe. Elles ont un style plutôt electro.
Rei Wakana (和奏レイ, Wakana Rei) - LAYER
Voix japonaise : Raychell (レイチェル)
Chanteuse principale et bassiste. Elle est en seconde année au lycée. C'est une amie d'enfance de Tae et elle a fréquenté le même conservatoire que Arisa.
Rokka Asahi (朝日六花, Asahi Rokka) - LOCK
Voix japonaise : Riko Kohara (ja)
Guitariste. Elle est fan de Poppin'Party. Dans la seconde saison, elle entre première année à Haneoka. Elle se retrouve dans la même classe que Ako et Asuka, avec lesquelles elle se lie d'amitié. Elle travaille a mi-temps à GALAXY.
Masuki Satou (佐藤ますき, Satou Masuki) - MASKING
Voix japonaise : Natsume (夏芽)
Batteuse. Elle est en seconde année au prestigieux lycée Shirayuki. Malgré son apparence de délinquante, elle aime les choses mignonnes. Son père est le propriétaire de la salle de concert GALAXY.
Reona Nyubara (鳰原れおな, Nyubara Reona) - PAREO
Voix japonaise : Reo Kurachi (ja)
Claviériste. Elle est fan de Pastel*Palettes, surtout Aya et Hina. Elle est en seconde année au collège dans une autre ville. Elle faisait des reprises au clavier de chansons de Pastel*Palette lorsqu'elle a été repéré par Chiyu. Elle la respecte énormément car elle pense que Chiyu l'a "sorti des ténèbres".
Chiyu Tamade (玉でちゆ, Tamade Chiyu) - CHU²
Voix japonaise : Risa Tsumugi (ja)
DJ et chant. C'est la productrice du groupe, elle écrit et compose également toutes les chansons.

#### Morfonica
Abrégé en Monica, c'est le quatrième groupe réel de la franchise BanG Dream! et le sixième groupe du jeu Girls Band Party! (il est introduit dans le jeu avant RAS). Elles sont toutes en première année au prestigieux lycée pour filles Tsukinomori pendant la seconde saison. Comme pour Popipa et Roselia, les seiyū ont été choisies pour leurs compétence musicales.
Mashiro Kurata (倉田ましろ, Kurata Mashiro)
Voix japonaise : Amane Shindou
Chanteuse principale. Mashiro est une fille calme, timide et réservée. Bien qu'elle ait réussi à entrer à l'Académie Tsukinomori, elle a été submergée par les personnes talentueuses qui l'entouraient. En conséquence, elle se sentait déprimée tous les jours jusqu'à ce qu'elle tombe sur la performance de Poppin'Party au CiRCLE. Elle est pleine d'imagination et a tendance à se perdre dans ses fantasmes, surtout lorsqu'elle écrit des paroles. Mashiro a tendance à penser négativement assez souvent et a peur d'interagir avec des étrangers parce qu'elle pense qu'elle pourrait leur donner une mauvaise première impression d'elle-même, ainsi que leur faire penser qu'elle est étrange.
Tôko Kirigaya (桐ヶ谷透子, Kirigaya Touko)
Voix japonaise : Hina Sugata
Guitariste. Tôko est une fille populaire qui rassemble les gens autour d'elle à la fois à l'école et sur les réseaux sociaux, où elle s'appelle TOKO. C'est une fille joyeuse au grand cœur. Elle parle souvent en argot gyaru, en utilisant notamment les mots "yabai", "maji" et "mikuron" (pas grave), et veut prendre des selfies où qu'elle aille (même pendant les représentations). Elle adore taquiner Tsukushi , ce qui les amène parfois à se disputer.
Nanami Hirmachi (広町七深, Hiromachi Nanami)
Voix japonaise : Yuka Nishio
Bassiste. Nanami vit avec ses parents dans une grande maison avec un atelier, où le groupe s'exerce. C'est une fille qui aspire à être normale et se demande constamment si les choses qu'elle fait ou dit sont normales. Elle s'inquiète de se démarquer et se cache pour se fondre dans la masse. Bien qu'elle le cache, elle obtient d'excellentes notes, a de grandes compétences artistiques.
Tsukushi Futaba (二葉つくし, Futaba Tsukushi)
Voix japonaise : Mika
Batteuse. Tsukushi est la leader du groupe. C'est une chef de classe pleine de confiance. Bien que Tsukushi fasse de son mieux et puisse être assez têtue parfois, sa maladresse ressort de temps en temps ; Tôko aime la taquiner à ce sujet, ce qui les amène parfois à se disputer. Elle a un cœur pur et travaille également sans relâche pour devenir une personne fiable et digne de confiance. Elle n'aime pas être traitée comme une enfant, surtout à cause de sa petite taille.
Rui Yashio (八潮 瑠唯, Yashio Rui)
Voix japonaise : Ayasa
Violoniste. Rui est une violoniste talentueuse qui joue du violon depuis qu'elle est jeune. Cependant, à un moment, elle a perdu dans une compétition, concluant qu'elle n'avait aucun vrai talent et que jouer du violon n'avait aucun sens. En conséquence, Rui a cessé de participer à des compétitions et a cessé de jouer du violon. Membre du conseil étudiant, elle a d'abord regardé les entraînements du groupe uniquement parce qu'ils avaient besoin de quelqu'un pour surveiller leurs activités, avant que les autres filles ne parviennent à la convaincre de rejoindre le groupe. Elle a une personnalité sèche et vise toujours les meilleurs résultats, et parle d'une manière polie. Elle est très logique et réaliste, mais peut aussi être directe quand il s'agit de ses opinions. En raison de son air stoïque, Rui dit que les gens ont tendance à penser qu'elle est en colère même quand elle ne l'est pas.

#### MyGo!!!!!
C'est le huitième groupe de la franchise Bang Dream!
Tomori Takamatsu (高松 燈, Takamatsu Tomori)
Voix japonaise : Hina Yōmiya
Tomori est une élève de première année à Haneoka. Elle est la chanteuse et parolière de MyGO!!!!! et anciennement de CRYCHIC. Elle a été très affectée par la dissolution de son premier groupe pensant qu'elle en était responsable.
Anon Chihaya (千早 愛音, Chihaya Anon)
Voix japonaise : Rin Tateishi
Anon est en première année à Haneoka et l'une des guitaristes du groupe. Elle est l'initiative de la création du groupe même si c'était à l'origine pour des mauvaises raisons. Elle aime être le centre d'attention ce qui a tendance à énerver Taki. A la fin du collège, elle a fréquenté un lycée en Angleterre en tant qu'étudiante étrangère. Cependant, elle a réalisé qu'elle n'était pas au niveau et elle est rentrée au Japon.
Raana Kaname (要 楽奈, Kaname Rāna)
Voix japonaise : Hina Aoki
Rāna est la seconde guitariste du groupe. Elle est en troisième année au collège Hanasakigawa. Excentrique et talentueuse, elle s'est elle-même intégrée au groupe. Elle a une Hétérochromie : son œil droit est jaune tandis que son œil gauche est bleu. Elle est la petite-fille de l'ancienne propriétaire de SPACE.
Soyo Nagasaki (長崎 そよ, Nagasaki Soyo)
Voix japonaise : Mika Kohinata
Soyo en première année à la Tsukinomori. Elle est la bassiste du groupe MyGO!!!!! et l'ancienne bassiste de CRYCHIC. Elle parait gentille et mature, mais elle est au fond égoïste et manipulatrice. Elle a intégré le groupe dans l'espoir de reformer CRYCHIC n'arrivant pas a tourner la page.
Taki Shiina (椎名 立希, Shiina Taki)
Voix japonaise : Koko Hayashi
Taki est en première année à Hanasakigawa, mais elle était à Haneoka durant le collège. Elle est la batteuse de MyGO!!!!! et l'ancienne batteuse de CRYCHIC. Elle travaille à temps partiel chez RiNG. Elle a une personnalité plutôt directe, et est très protectrice envers Tomori.

#### Ave Mujica
Neuvième groupe de la franchise, il fut créé par Sakiko après qu'elle a dissous CRYCHIC. Tous les membres ont un lien avec le monde du divertissement. Lors de leur prestations, elles portent un masque pour cacher leurs identités.
Uika Misumi (三角 初華, Misumi Uika) - Doloris
Voix japonaise : Rico Sasaki
Chanteuse principale et guitariste. Uika est une première année au lycée Hanasakigawa. C'est la guitariste du duo d'idol sumimi et une amie d'enfance de Sakiko.
Mutsumi Wakaba (若葉 睦, Wakaba Mutsumi) - Mortis
Voix japonaise : Yuzuki Watase
Guitariste principale. Mutsumi est en première année à Tsukinomori. Elle est amie d'enfance avec Sakiko, et elle est l'ancienne guitariste de CRYCHIC. Ses parents sont des comédiens et acteurs célèbres.
Umiri Yahata (八幡 海鈴, Yahata Umiri) - Timoris
Voix japonaise : Mei Okada
Bassiste. Umiri est en première année à Hanasakigawa. C'est une camarde de classe de Taki et Uika. Bassiste très douée, elle joue pour plusieurs groupes.
Nyamu Yuutenji (祐天寺 にゃむ, Yūtenji Nyamu) - Amoris
Voix japonaise : Akane Yonezawa
Batteuse. Nyamu est une influenceuse connu sous le pseudo Nyamuchi. Elle fut contactée par Sakiko pour devenir la batteuse du groupe.
Sakiko Togawa (豊川 祥子, Togawa Sakiko) - Oblivionis
Voix japonaise : Kanon Takao
Claviériste. Sakiko est en première année au lycée Haneoka. Elle est également l'ancienne leader et claviériste de CRYCHIC. C'est elle qui est a l'origine de la création puis de la dissolution du groupe. Elle était à Tsukinomori au collège, mais elle a changé d'école pour raisons personnelles. Plus tard, elle recrutera des membres pour Ave Mujica.

### Autres personnages de Bang Dream!
Asuka Toyama (戸山 明日香, Toyama Asuka)
Une 3e année au collège Hanasakigawa. C'est la petite sœur de Kasumi. A partir de la seconde saison elle intègre le lycée Haneoka pour ne pas être dans la même école que sa sœur. Elle se retrouve dans la même classe que Rokka et Ako.
Shifune Tsuzuki (都築 詩船, Tsuzuki Shifune)
C'est l'ancienne propriétaire de la salle de concert SPACE, où Glitter☆Green se produisait souvent. Elle est assez stricte mais elle est aussi gentille dans l'âme. Elle a des normes très élevées en matière de musique. Les autres personnages se réfèrent toujours à elle en tant que "propriétaire".
Marina Tsukishima (月島 まりな, Tsukishima Marina)
Un membre du personnel de la salle de concert CiRCLE et le principal personnage non-joueur du jeu BanG Dream! Girls Band Party!. Bien qu'elle n'ait qu'un Caméo dans la deuxième saison de l'animé, elle est l'un des personnages principaux de la série spin-off BanG Dream! Girls Band Party! ☆ Pico et ses suites.
Harumi (晴海)
Harumi travaille dans une agence artistique qui approcha Roselia. Après que Roselia se soit affilié à son agence, elle deviendra leur manager. (elle n’apparaît que dans le jeu)
Nao Higashinakano (東中野 ナオ, Higashinakano Nao)
Nao est l'un des membres, avec Ayumi, de l'ancien groupe Marmalade dont Aya était fan. Après la dissolution de Marmalade, elle a principalement travaillé comme mannequin et chroniqueuse, avant de décider de devenir elle-même productrice d'idoles. Elle deviendra la productrice et mentor de Pastel*Palettes. (elle n’apparaît que dans le jeu)

#### Glitter☆Green
Glitter☆Green est un groupe de quatre personnes composé d'étudiantes de 3e année à Hanasakigawa, dirigé par la sœur aînée de Rimi, Yuri Ushigome. Le groupe s'est principalement produit au SPACE jusqu'à sa fermeture. Les quatre membres faisaient partie du conseil étudiant.
Yuri Ushigome (牛込 ゆり, Ushigome Yuri)
C'est la chanteuse et guitariste du groupe et la sœur ainée de Rimi.
Rii Uzawa (鵜沢 リィ, Uzawa Rii)
C'est la bassiste du groupe. Elle est aussi vendeuse dans la boutique Edogawa Music.
Hinako Nijukki (二十騎 ひなこ, Nijikki Hinako)
C'est la batteuse du groupe. Elle est aussi employée dans la boutique Edogawa Music.
Nanana Wanibe (鰐部七菜, Wanibe Nanana)
C'est la claviériste du groupe et présidente du conseil étudiant.

#### CHiSPA
CHiSPA est l'ancien groupe de Saaya, qu'elle a quitté pour raisons familiales. Elle feront quelques apparitions mineures au cours de la série, et se lieront d'amitié avec les membres de Popipa.
Natsuki Umino (海野 夏希, Umino Natsuki)
Une 1re année au lycée Hanasakigawa. C'est la chanteuse et guitariste du groupe.
Satomi Taiko (大湖 里実, Taiko Satomi))
Une 1re année au lycée Hanasakigawa. Elle devient la batteuse du groupe après le départ de Saaya.
Fumika Mori (森 文華, Mori Fumika)
Fumika est la bassiste de CHiSPA. Elle est en 1re année dans un lycée voisin avec Mayu.
Mayu Kawabata (川端 真結, Kawabata Mayu)
Mayu est la claviériste de CHiSPA. Elle est en 1re année dans le même lycée que Fumika.

#### VividCanvas
ViviCanvas est un trio d'Idol appartenant à la même agence que Pastelle*Palettes, dont elles sont les cadettes. Le groupe est composé de Mio Serizawa (芹澤 みお), la leader, Shino Kogane (小金井 志乃) et Serina Yamase (山瀬 セリナ) - elles n'apparaissent que dans le jeu, et particulièrement lors de l'histoire "TITLE IDOL"

### Autres Personnages de Bang Dream! It's MyGO!
Mana Sumida (純田 まな, Sumida Mana)
Mana est la chanteuse du duo d'idol sumimi.

## Productions et supports

### Anime
Une série télévisée de 13 épisodes est diffusé au Japon du 21 janvier au 22 avril 2017 pour la saison 1. Cette saison ne se concentre que l'histoire de Poppin'Party. Elle est réalisée par Atsushi Otsuki aux studios d'animation Issen et Xebec.
La saison 2 est diffusée du 3 janvier au 28 mars 2019 et marque l'apparition des 4 autres groupes de la franchise BanG Dream! : Afterglow, Pastel*Palettes, Roselia et Hello, Happy Word!. Cette saison voit également un changement de réalisateur et de studio d'animation, celle-ci est réalisée par Kodai Kakimoto au studio unique Sanzigen : le changement le plus visible est le passage de l'animation 2D vers la 3D.
La saison 3, confirmée en même temps que l'annonce de la saison 2  et initialement prévue pour fin 2019, est finalement programmée pour début 2020 à la suite de l'annonce d'une adaptation en film . Cette saison se concentre plus sur le groupe RAISE A SUILEN et sa rivalité avec Popipa et Roselia.
Concernant la diffusion hors du Japon, la série animée est diffusée sur HIDIVE en Amérique du Nord. Dans les pays francophones, les deux premières saisons de la série sont diffusées sur Wakanim.
Il existe deux autres séries animées qui ont été diffusées durant l'année 2018 telles que Pastel Life (un spin-off de 6 minutes qui se concentre la vie quotidienne de Pastel*Palettes) et BanG Dream! Girls Band Party! ☆ Pico. (une série de 26 épisodes de 3 minutes qui raconte la vie quotidienne des 5 groupes de la franchise). Contrairement aux adaptations classiques, ces dernières sont diffusées légalement sur la chaîne officielle de BanG Dream! sur YouTube. Une seconde saison BanG Dream! Garupa☆Pico ~Ohmori~ a été diffusée de mai à octobre 2020; et une troisième saison BanG Dream! Garupa☆Pico FEVER est en cours de diffusion depuis octobre 2021.
Un premier film d'animation faisant suite à la seconde saison, intitulé BanG Dream! Film Live, est sorti le 13 septembre 2019 au Japon. Diffusé dans 56 cinémas, ce film a produit environ 300 millions de yens au box-office au cours de son premier mois d'exploitation. Un second film BanG Dream! Film Live 2nd Stage a été annoncé en mars 2020. Il fait suite à la troisième saison.
Plusieurs autres projets de long-métrage ont été annoncés. Un diptyque sur Roselia : BanG Dream! Movie - Episode of Roselia I : Yakusoku et Episode of Roselia II : Song I am, prévu pour 2021, et un film sur Poppin' Party : BanG Dream! Movie : Poppin' Dream!, prévu pour 2022.
Deux OAV centrée sur le groupe Morfonica - BanG Dream! Morfonication - ont été annoncés en mars 2022 pour une diffusion prévue a l'automne de la même année.
Une nouvelle série d'animation BanG Dream! It's MyGO!!!!! a débuté le 29 juin 2023. Comme son nom l'indique, l'histoire se concentre sur le groupe MyGO!!!!!

### Jeu vidéo
Un jeu de rythme, nommé BanG Dream! Girls Band Party! a été édité par Bushiroad et développé par Craft Egg. Il est sorti sur iOS et Android le 16 mars 2017 au Japon, le 26 septembre 2017 en chinois traditionnel, le 6 février 2018 en Corée du Sud et enfin, le 4 avril 2018 à l'international.
Il existe trois types d'histoires : l'histoire principale, les histoires de groupe et les histoires d'événement. L'intrigue se divise en plusieurs saisons, chacune représentant une année dans le jeu. Le jeu et l'animé sont liés, plusieurs intrigues étant communes.
| #        | Titre                                    | Groupes             | Type         |
| -------- | ---------------------------------------- | ------------------- | ------------ |
| Saison 1 |                                          |                     |              |
| Partie 1 | Bloom Of The Blue Rose                   | Roselia             | Band Story 1 |
| Partie 1 | Pastel*Palettes, The Beginning           | Pastel*Palettes     | Band Story 1 |
| Partie 1 | Smiles To The World! Hello, Happy Union! | Hello, Happy World! | Band Story 1 |
| Partie 1 | Afterglow, The Same As Always            | Afterglow           | Band Story 1 |
| Partie 1 | Colorful☆Poppin’Candy                    | Poppin'Party        | Band Story 1 |
| Partie 2 | Double Rainbow                           | Poppin'Party        | Band Story 2 |
| Partie 2 | Neo-Aspect                               | Roselia             | Band Story 2 |
| Partie 2 | Luminous Once More                       | Pastel*Palettes     | Band Story 2 |
| Partie 2 | Tied to the Skies                        | Afterglow           | Band Story 2 |
| Partie 2 | I Need You!                              | Hello, Happy World! | Band Story 2 |
| Saison 2 |                                          |                     |              |
| Partie 1 | Noble Rose                               | Roselia             | Event Story  |
| Partie 2 | Morfonica, To the Sparkling World        | Morfonica           | Band Story 1 |
| Partie 2 | RAISE A SUILEN ~Raise The Curtain~       | RAISE A SUILEN      | Band Story 1 |
| Partie 2 | ONE OF US                                | Afterglow           | Band Story 3 |
| Partie 2 | TITLE IDOL                               | Pastel*Palettes     | Band Story 3 |
| Partie 2 | Smile Connection!                        | Hello, Happy World! | Band Story 3 |
| Partie 3 | Live Beyond!!                            | Poppin'Party        | Band Story 3 |
| Partie 3 | Sprechchor                               | Roselia             | Band Story 3 |
| Partie 3 | Fly with the night                       | Morfonica           | Band Story 2 |
| Partie 3 | CORUSCATE-DNA-                           | RAISE A SUILEN      | Band Story 2 |
| Partie 4 | Graduation                               |                     | Event Story  |
| Saison 3 |                                          |                     |              |
| Partie 1 | Let's Start a New Party!                 |                     | Main Story   |
| Partie 1 | It's MyGO!!!!!                           | MyGO!!!!!           | Band Story 1 |
| Partie 2 | SAKURA CiRCRiNG PARTY!                   |                     | Event Story  |

NOTE : Chaque saison (qui représente une année dans le jeu) est divisé en plusieurs parties (qui correspondent aux années réelles).

### Musique

#### Singles
| #                   | Titre                                                                                       | Date de sortie    | Oricon hebdomadaire | Remarques                                             |
| ------------------- | ------------------------------------------------------------------------------------------- | ----------------- | ------------------- | ----------------------------------------------------- |
| Poppin' Party       |                                                                                             |                   |                     |                                                       |
| 1                   | Yes! BanG_Dream!                                                                            | 24 février 2016   | 52                  |                                                       |
| 2                   | Star Beat! ~Hoshi no Kodou~ (STAR BEAT!〜ホシノコドウ〜)                                    | 3 août 2016       | 27                  |                                                       |
| 3                   | Hashiri Hajimeta Bakari no Kimi ni / Teardrops (走り始めたばかりのキミに／ティアドロップス) | 7 décembre 2016   | 10                  |                                                       |
| 4                   | Tokimeki Experience! (ときめきエクスペリエンス！)                                           | 1er février 2017  | 12                  | Thèmes de la saison 1                                 |
| 5                   | Kirakira da toka Yume da toka ~Sing Girls~ (キラキラだとか夢だとか ～Sing Girls～)          | 15 février 2017   | 11                  | Thèmes de la saison 1                                 |
| 6                   | Mae e Susume! / Yumemiru Sunflower (前へススメ！／夢みるSunflower)                          | 10 mai 2017       | 12                  |                                                       |
| 7                   | Time Lapse                                                                                  | 20 septembre 2017 | 6                   |                                                       |
| 8                   | Christmas no Uta (クリスマスのうた)                                                         | 13 décembre 2017  | 16                  |                                                       |
| 9                   | CiRCLING                                                                                    | 21 mars 2018      | 7                   |                                                       |
| 10                  | Double Rainbow / Saa Ikou! (二重の虹(ダブル レインボウ)／最高(さあ行こう)！)                | 11 juillet 2018   | 4                   |                                                       |
| 11                  | Girls Code (ガールズコード)                                                                 | 3 octobre 2018    | 5                   |                                                       |
| 12                  | Kizuna Music♪ (キズナミュージック♪)                                                         | 12 décembre 2018  | 4                   | Thème de la saison 2                                  |
| 13                  | Jumpin'                                                                                     | 20 février 2019   | 6                   |                                                       |
| 14                  | Dreamers Go! / Returns                                                                      | 15 mai 2019       | 4                   |                                                       |
| 15                  | Initial / Yume wo Uchinuku Shunkan ni! (イニシャル/夢を撃ち抜く瞬間に!)                     | 8 janvier 2020    | 1                   | Thèmes de la saison 3                                 |
| 16                  | Photograph                                                                                  | 6 janvier 2021    | 1                   |                                                       |
| 17                  | Poppin'Dream                                                                                | 5 janvier 2022    | 4                   |                                                       |
| 18                  | Natsu ni Tojikomete (夏 に 閉じこめて)                                                      | 31 août 2022      | 27                  |                                                       |
| 19                  | Atarashii Kisetsu ni (新しい季節に)                                                         | 24 janvier 2024   | 16                  |                                                       |
| 20                  | TARINAI / Tremolo Eyes                                                                      | 17 juillet 2024   | 13                  |                                                       |
| Afterglow           |                                                                                             |                   |                     |                                                       |
| 1                   | That Is How I Roll!                                                                         | 6 septembre 2017  | 18                  |                                                       |
| 2                   | Hey-day Capriccio (Hey-day狂騒曲(カプリチオ))                                               | 30 janvier 2018   | 7                   |                                                       |
| 3                   | Tsunagu, Sora Moyou (ツナグ、ソラモヨウ)                                                    | 5 décembre 2018   | 8                   |                                                       |
| 4                   | Y.O.L.O!!!!!                                                                                | février 2019      | 8                   |                                                       |
| 5                   | ON YOUR MARK                                                                                | 23 octobre 2019   | 6                   |                                                       |
| 6                   | Easy come, Easy go!                                                                         | 11 mars 2020      | 7                   |                                                       |
| 7                   | Sasanqua                                                                                    | 28 octobre 2020   | 7                   |                                                       |
| Pastel＊Palettes    |                                                                                             |                   |                     |                                                       |
| 1                   | Shuwarin☆Dreaming (しゅわりん☆どり～みん)                                                   | 12 juillet 2017   | 4                   |                                                       |
| 2                   | Yura Yura Ring-Dong-Dance (ゆら・ゆらRing-Dong-Dance)                                       | 17 janvier 2018   | 7                   |                                                       |
| 3                   | Mou Ichido Luminous (もういちど ルミナス)                                                   | 8 août 2018       | 11                  |                                                       |
| 4                   | Tenka Toitsu A to Z☆ (天下卜ーイツA to Z☆)                                                  | 20 février 2019   | 7                   |                                                       |
| 5                   | Kyu~Mai~＊Flower (きゅ～まい＊flower)                                                       | 18 septembre 2019 | 6                   |                                                       |
| 6                   | Wakuwaku meets Trip (ワクワクmeetsトリップ)                                                 | 4 mars 2020       | 12                  |                                                       |
| 7                   | Yume Yume Gradation (ゆめゆめグラデーション)                                                | 30 september 2020 | 13                  |                                                       |
| Roselia             |                                                                                             |                   |                     |                                                       |
| 1                   | Black Shout                                                                                 | 18 avril 2017     | 7                   |                                                       |
| 2                   | Re:birth day                                                                                | 28 juin 2017      | 9                   |                                                       |
| 3                   | Nesshoku Starmine (熱色スターマイン)                                                        | 30 août 2017      | 7                   |                                                       |
| 4                   | Oneness                                                                                     | 29 novembre 2017  | 8                   |                                                       |
| 5                   | Opera of the wasteland                                                                      | 21 mars 2018      | 5                   |                                                       |
| 6                   | R                                                                                           | 25 juillet 2018   | 3                   |                                                       |
| 7                   | Brave Jewel                                                                                 | 12 décembre 2018  | 3                   | Thème de la saison 2                                  |
| 8                   | Safe and Sound                                                                              | 20 février 2019   | 3                   |                                                       |
| 9                   | FIRE BIRD                                                                                   | 24 juillet 2019   | 5                   |                                                       |
| 10                  | Yakusoku (約束)                                                                             | 15 janvier 2020   | 5                   |                                                       |
| 11                  | ZEAL of proud                                                                               | 20 janvier 2021   | 2                   |                                                       |
| 12                  | Swear - Night & Day                                                                         | 26 octobre 2022   | 4                   |                                                       |
| 13                  | Throne of Rose                                                                              | 26 avril 2023     | 4                   |                                                       |
| 14                  | Violet Line                                                                                 | 13 décembre 2023  | 6                   |                                                       |
| 15                  | Ishizue no Hanakanmuri (礎の花冠)                                                           | 11 décembre 2024  | 5                   |                                                       |
| 16                  | Dazzle the Destiny                                                                          | 26 juin 2025      | 6                   |                                                       |
| 17                  | Requiem for Fate                                                                            | 26 juin 2025      | 5                   |                                                       |
| Hello, Happy World! |                                                                                             |                   |                     |                                                       |
| 1                   | Egao no Orchestra! (えがおのオーケストラっ！)                                               | 2 août 2017       | 9                   |                                                       |
| 2                   | Goka! Gokai!? Phantom Thief! (ゴーカ！ごーかい！？ファントムシーフ！)                       | 14 février 2018   | 12                  |                                                       |
| 3                   | Kimi ga Inakucha! (キミがいなくちゃっ！)                                                    | 5 décembre 2018   | 8                   |                                                       |
| 4                   | High Five∞Adventure (ハイファイブ∞あどべんちゃっ)                                           | 20 février 2019   | 9                   |                                                       |
| 5                   | Egao Sing A Song (えがお･シング･あ･ソング)                                                  | 21 août 2019      | 10                  |                                                       |
| 6                   | Niko x Niko = Hyper Smile Power! (にこ×にこ=ハイパースマイルパワー!)                        | 18 mars 2020      | 8                   |                                                       |
| 7                   | We Can Fure Fure! (うぃーきゃん☆フレフレっ!)                                                | 25 novembre 2020  | 15                  |                                                       |
| RAISE A SUILEN      |                                                                                             |                   |                     |                                                       |
| 1                   | R.I.O.T                                                                                     | 12 décembre 2018  | 6                   |                                                       |
| 2                   | A DECLARATION OF ×××                                                                        | 20 février 2019   | 10                  |                                                       |
| 3                   | Invincible Fighter                                                                          | 19 juin 2019      | 7                   |                                                       |
| 4                   | Drive Us Crazy                                                                              | 22 janvier 2020   | 5                   |                                                       |
| 5                   | Sacred world                                                                                | 21 octobre 2020   | 6                   | Thème de l'animé Assault Lily Bouquet (en)            |
| 6                   | mind of Prominence                                                                          | 27 janvier 2021   | 3                   |                                                       |
| 7                   | EXIST                                                                                       | 21 avril 2021     | 4                   | Thème de l'animé Joran THE PRINCESS OF SNOW AND BLOOD |
| 8                   | Domination to world                                                                         | 29 septembre 2021 | 9                   |                                                       |
| 9                   | CORUSCATE -DNA-                                                                             | 27 avril 2022     | 7                   |                                                       |
| 10                  | The Way Of Life                                                                             | 30 novembre 2022  | 10                  |                                                       |
| 11                  | -N-E-M-E-S-I-S-                                                                             | 28 juin 2023      | 13                  |                                                       |
| 12                  | Bad Kids All Bet                                                                            | 8 janvier 2025    | 8                   |                                                       |
| 13                  | HOWLING AMBITION                                                                            | 11 juin 2025      | 11                  |                                                       |
| Morfonica           |                                                                                             |                   |                     |                                                       |
| 1                   | Daylight                                                                                    | 27 mai 2020       | 2                   |                                                       |
| 2                   | Bloom Bloom                                                                                 | 13 janvier 2021   | 6                   |                                                       |
| 3                   | Harmony Day                                                                                 | 6 octobre 2021    | 8                   |                                                       |
| 4                   | fly with the night                                                                          | 30 mars 2022      | 7                   |                                                       |
| 5                   | Yorube no Sunny, Sunny (寄る辺のSunny, Sunny)                                               | 14 septembre 2022 | 23                  |                                                       |
| 6                   | Ryoyoku no Brillance                                                                        | 1er mai 2024      | 14                  |                                                       |
| 7                   | Tempest / Wreath of Brave                                                                   | 9 octobre 2024    | 16                  |                                                       |
| 8                   | Feathered Dreams                                                                            | 27 août 2025      |                     |                                                       |
| MyGo!!!!!           |                                                                                             |                   |                     |                                                       |
| 1                   | Mayoi Uta (迷星叫)                                                                          | 9 novembre 2022   | 43                  |                                                       |
| 2                   | Otoichie (音一会)                                                                           | 12 avril 2023     | 19                  |                                                       |
| 3                   | Hitoshizuku (壱雫空)                                                                        | 9 août 2023       | 12                  |                                                       |
| 4                   | Sasurai / Kaiso (砂寸奏/回層浮)                                                             | 20 mars 2024      | 10                  |                                                       |
| 5                   | Panorama                                                                                    | 24 juillet 2024   | 13                  |                                                       |
| 6                   | Ichijitsusenshu (聿日箋秋)                                                                  | 23 avril 2025     | 4                   |                                                       |
| 7                   | OURAI (往欄印)                                                                              | 6 août 2025       |                     |                                                       |
| Ave Mujica          |                                                                                             |                   |                     |                                                       |
| 1                   | Subarashiki sekai demo doko ni mo nai basho (素晴らしき世界 でも どこにもない場所)          | 24 avril 2024     | 13                  |                                                       |
| 2                   | KiLLKiSS                                                                                    | 15 janvier 2025   | 4                   |                                                       |

- 16 avril 2018 : Kasumi, Ran, Aya, Yukina, Kokoro - Quintuple☆Smile (single numérique)
- 23 avril 2018 : Poppin'Party - Watashi no Kokoro wa Choco Cornet (私の心はチョココロネ) (single numérique)
- 22 août 2018 : Kasumi, Ran, Aya, Yukina, Kokoro - Pikotto! Papitto! Garupa☆Pico!!! (ピコっと！パピっと！！ガルパ☆ピコ！！！)
- 24 septembre 2018 : Let's Make High School Part-Timers Supporting Song! band[e] - Hitori Janain Dakara (ひとりじゃないんだから?) (single numérique)
- 21 novembre 2018 : Glitter☆Green - Don't be afraid!
- 31 juillet 2019 : Poppin'Party x Silent Siren - NO GIRL NO CRY
- 12 août 2020 :  Kasumi, Ran, Aya, Yukina, Kokoro - Oomori Iccho! Garupa☆Piko (大盛り一丁! ガルパ☆ピコ)
- 8 octobre 2021 : Kasumi, Ran, Aya, Yukina, Kokoro - Picotarumono Fever! (ピコたるもの、ふぃーばー！) (single numérique)
- 30 juin 2023 : sumimi - Here, the world! (single numérique)

#### Albums
- 2 mai 2018 : Roselia 1st Album - Anfang
- 26 septembre 2018 : THE THIRD 1st Live Album
- 30 janvier 2019 : Popin'Party 1st Album - Poppin'on!
- 24 juin 2020 : Popin'Party 2nd Album - Breakthrough!
- 15 juillet 2020 : Roselia 2nd Album - Wahl
- 19 août 2020 : RAISE A SUILEN 1st Album - ERA
- 24 mars 2021 : Afterglow 1st Album - One Of Us
- 19 mai 2021 : Pastel*Palettes 1st Album - Title Idol
- 14 juillet 2021 : Hello, Happy World! 1st Album - Nikonikonekuto! (にこにこねくと!?)
- 16 mars 2022 : BanG Dream! Dreamer's Best
- 15 mars 2023 : Morfonica 1st Album - QUINTET
- 26 avril 2023 : Afterglow 2nd Album - STAY GLOW
- 31 mai 2023 : Pastel*Palettes 2nd Album - Pastel à la mode
- 28 juin 2023 : Hello, Happy World! 2nd Album - SMILE ON PARADE
- 1er novembre 2023 : MyGo!!!!! 1st Album- Meisekiha
- 12 juin 2024 : RAISE A SUILEN 2nd Album - Savage
- 26 juin 2024 : Roselia 3rd Album - Fur immer
- 18 décembre 2024 : MyGo!!!!! 2nd Album - Michinoku
- 26 février 2025 : Popin'Party 3rd Album - POPIGENIC
- 12 mars 2025 : Morfonica 2nd Album - Polyphony
- 23 avril 2025 : Ave Mujica 1st Album- Completeness

#### Mini-albums
- 18 août 2021 : Popin'Party - Live Beyond!!
- 18 mai 2022 : Roselia - ROZEN HORIZON
- 31 mai 2023 : Popin'Party - Seishun to be Continued
- 13 septembre 2023 : Ave Mujica - Alea jacta est
- 1er novembre 2023 : RAISE A SUILEN - Revelation
- 6 décembre 2023 : Morfonica - forte
- 3 avril 2024 : Afterglow - Wasurerannai Hibi no Koto
- 29 mai 2024 : Pastel*Palettes - Irotoridori
- 19 juin 2024 : Hello, Happy World! - Doshitatte Carnival!
- 2 octobre 2024 : Ave Mujica - ELEMENTS
- 2 juillet 2025 : Afterglow - GLOW GOES ON
- 13 août 2025 : Pastel*Palettes - Kimi to Stage by Stage
- 24 septembre 2025 : Hello, Happy World! - It's a! Smile World!!

#### Albums d'animé
- 25 septembre 2019 : "BanG Dream! Film Live" Gekichuka Collection
- 30 juin 2021 : "BanG Dream! Episode of Roselia" Theme Songs Collection
- 25 août 2021 : "BanG Dream! FILM LIVE 2nd Stage" Special Songs

#### Albums de reprises
- 27 juin 2018 : BanG Dream! Girls Band Party! Cover Collection Vol.1
- 16 mars 2019 : BanG Dream! Girls Band Party! Cover Collection Vol.2
- 18 décembre 2019 : BanG Dream! Girls Band Party! Cover Collection Vol.3
- 27 mai 2020 : BanG Dream! Girls Band Party! Cover Collection Vol.4
- 16 décembre 2020 : Garupa Vocalo Cover Collection
- 24 février 2021 : BanG Dream! Girls Band Party! Cover Collection Vol.5
- 10 novembre 2021 : BanG Dream! Girls Band Party! Cover Collection Vol.6
- 14 décembre 2022 : BanG Dream! Girls Band Party! Cover Collection Vol.7
- 6 septembre 2023 : BanG Dream! Girls Band Party! Cover Collection Vol.8
- 10 juillet 2024 : BanG Dream! Cover Collection Extra Volume
- 30 octobre 2024 : BanG Dream! Girls Band Party! Cover Collection Vol.9
- 15 octobre 2025 : BanG Dream! Girls Band Party! Cover Collection Vol.10

### Annotations
1. ↑  BanG Dream! est une forme stylisée de « Girl Band Dream », le « G » de « Girl » remplaçant le « d » de « Band » pour former « BanG ».
2. ↑  Le profil de Raychell sur acecrew.co.jp http://acecrew.co.jp/artist/raychell.html
3. ↑  Le profil de Natsume sur acecrew.co.jp http://acecrew.co.jp/artist/natsume.html
4. ↑  édité en 2 versions : <Kirakira Ver.> & <Dokidoki Ver.>
5. ↑  Aya Maruyama (Pastel*Palettes), Kanon Matsubara (Hello, Happy World!), Tsugumi Hazawa & Moca Aoba (Afterglow), Lisa Imai (Roselia)

### Sources
- (en) Cet article est partiellement ou en totalité issu de l’article de Wikipédia en anglais intitulé « BanG Dream! » (voir la liste des auteurs).

1. 1 2  (en) « BanG Dream! FILM LIVE Film Opens in September, Anime's 3rd Season Debuts in January 2020 », 28 mars 2019
2. ↑  (en) Alex Mateo, « BanG Dream! It's MyGo!!!!! Anime Premieres With 3 Episodes on June 29 », sur Anime News Network, 24 mai 2023.
3. 1 2 3 4 5  (en) Mikikazu Komatsu, « Watch "BanG Dream!" VA Band Poppin' Party Perfroms "Teardrops" in Concert : TV anime's final 13th episode is set to air tonight in Japan », sur Crunchyroll, 22 avril 2017 (consulté le 28 juin 2019)
4. ↑  (en-US) « Yurika Endo Retires, What Will Happen to Her Ongoing Projects BanG Dream and Onsen Musume? | MANGA.TOKYO », sur MANGA.TOKYO, 19 décembre 2017 (consulté le 28 juin 2019)
5. ↑  (en) « BanG Dream! Replaces Yurika Endō With Yuki Nakashima as Lisa's Voice », sur Anime News Network, 14 mai 2018 (consulté le 28 juin 2019)
6. ↑  (en) « Satomi Akesaka Leaves Music Behind Due to Hearing Loss », 30 juin 2018 (consulté le 28 juin 2019)
7. ↑  (en) « Satomi Akesaka to Leave BanG Dream! Franchise Due to Sudden Hearing Loss », sur Anime News Network, 30 juin 2018 (consulté le 28 juin 2019)
8. ↑  (ja) « Roselia 白金燐子役についてのお知らせ », sur BanG Dream!（バンドリ！）公式サイト (consulté le 28 juin 2019)
9. ↑  (ja) « 高松 燈 | Character », sur アニメ「BanG Dream! It's MyGO!!!!!」公式サイト (consulté le 1er septembre 2023)
10. ↑  (ja) « 千早 愛音 | Character », sur アニメ「BanG Dream! It's MyGO!!!!!」公式サイト (consulté le 1er septembre 2023)
11. ↑  (ja) « 要 楽奈 | Character », sur アニメ「BanG Dream! It's MyGO!!!!!」公式サイト (consulté le 1er septembre 2023)
12. ↑  (ja) « 長崎 そよ | Character », sur アニメ「BanG Dream! It's MyGO!!!!!」公式サイト (consulté le 1er septembre 2023)
13. ↑  (ja) « 椎名 立希 | Character », sur アニメ「BanG Dream! It's MyGO!!!!!」公式サイト (consulté le 1er septembre 2023)
14. ↑  (ja) « 初華 | Character », sur アニメ「BanG Dream! It's MyGO!!!!!」公式サイト (consulté le 1er septembre 2023)
15. ↑  (ja) « 若葉 睦 | Character », sur アニメ「BanG Dream! It's MyGO!!!!!」公式サイト (consulté le 1er septembre 2023)
16. ↑  (ja) « 八幡 海鈴 | Character », sur アニメ「BanG Dream! It's MyGO!!!!!」公式サイト (consulté le 1er septembre 2023)
17. ↑  (ja) « 祐天寺 にゃむ | Character », sur アニメ「BanG Dream! It's MyGO!!!!!」公式サイト (consulté le 1er septembre 2023)
18. ↑  (ja) « 豊川 祥子 | Character », sur アニメ「BanG Dream! It's MyGO!!!!!」公式サイト (consulté le 1er septembre 2023)
19. ↑  (ja) « まな | Character », sur アニメ「BanG Dream! It's MyGO!!!!!」公式サイト (consulté le 1er septembre 2023)
20. ↑  « L’anime BanG Dream Saison 2 & Saison 3, datés au Japon », 12 mai 2018